# Foča (Doboj)
Pour les articles homonymes, voir Foca.
Foča (en serbe cyrillique : Фоча) est un village de Bosnie-Herzégovine. Il est situé sur le territoire de la ville de Doboj et dans la république serbe de Bosnie. Selon les premiers résultats du recensement bosnien de 2013, il compte 419 habitants.

## Démographie

### Évolution historique de la population dans la localité
| 1948 | 1953 | 1961  | 1971  | 1981  | 1991  | 2013 |
| ---- | ---- | ----- | ----- | ----- | ----- | ---- |
| -    | -    | 1 608 | 1 652 | 1 721 | 1 457 | 419  |

|  |

### Communauté locale
En 1991, la communauté locale de Foča comptait 2 147 habitants, répartis de la manière suivante :